# Aleksja (Plaszkiewicz)
Aleksja, imię świeckie Anna Michajłowna Plaszkiewicz (ur. 1847, zm. 25 stycznia 1923) – rosyjska mniszka prawosławna, przełożona Piuchtickiego Monasteru Zaśnięcia Matki Bożej.

## Życiorys
Była córką kapłana prawosławnego, w wieku dwóch lat straciła matkę. Jako dziesięciolatka została oddana przez ojca do pustelni Przemienienia Pańskiego w Borodinie. Uczyła się tam śpiewu cerkiewnego, wyszywania i ikonopisania. W 1871, będąc nadal posłusznicą, przeszła do monasteru Ikony Matki Bożej „Cierpiąca” w Moskwie razem ze swoją duchową opiekunką i tam złożyła śluby mnisze w riasofor, przyjmując imię zakonne Arkadia. Dwadzieścia lat później złożyła śluby wieczyste, otrzymując po raz drugi nowe imię – Aleksja, na cześć św. Aleksego Człowieka Bożego.
W 1897 Świątobliwy Synod Rządzący wyznaczył ją na nową przełożoną Piuchtickiego Monasteru Zaśnięcia Matki Bożej. W tym samym roku otrzymała w związku z tym godność igumeni. Igumenia Aleksja kontynuowała i rozwinęła działalność dobroczynną klasztoru, otworzyła także przy nim szkołę malarską, w której mniszki pisały ikony na potrzeby różnych monasterów oraz ubogich parafii prawosławnych. W czasie wojny rosyjsko-japońskiej mniszki przyjmowały do monasterskiego szpitala rannych żołnierzy, za co przełożona została odznaczona medalem Rosyjskiego Towarzystwa Czerwonego Krzyża. W 1910 na terenie monasteru poświęcona została jego główna świątynia – sobór Zaśnięcia Matki Bożej. Dzięki staraniom ihumenii Aleksji powstała także placówka filialna monasteru w Petersburgu.
Opieki nad rannymi żołnierzami rosyjskimi Monaster Piuchticki podejmował się także w czasie I wojny światowej, do 1917, gdy idąc za radą arcybiskupa ryskiego Agatangela ihumenia Aleksja razem z częścią mniszek udała się na bieżeństwo, trafiając do monasteru św. Piotra w Rostowie.

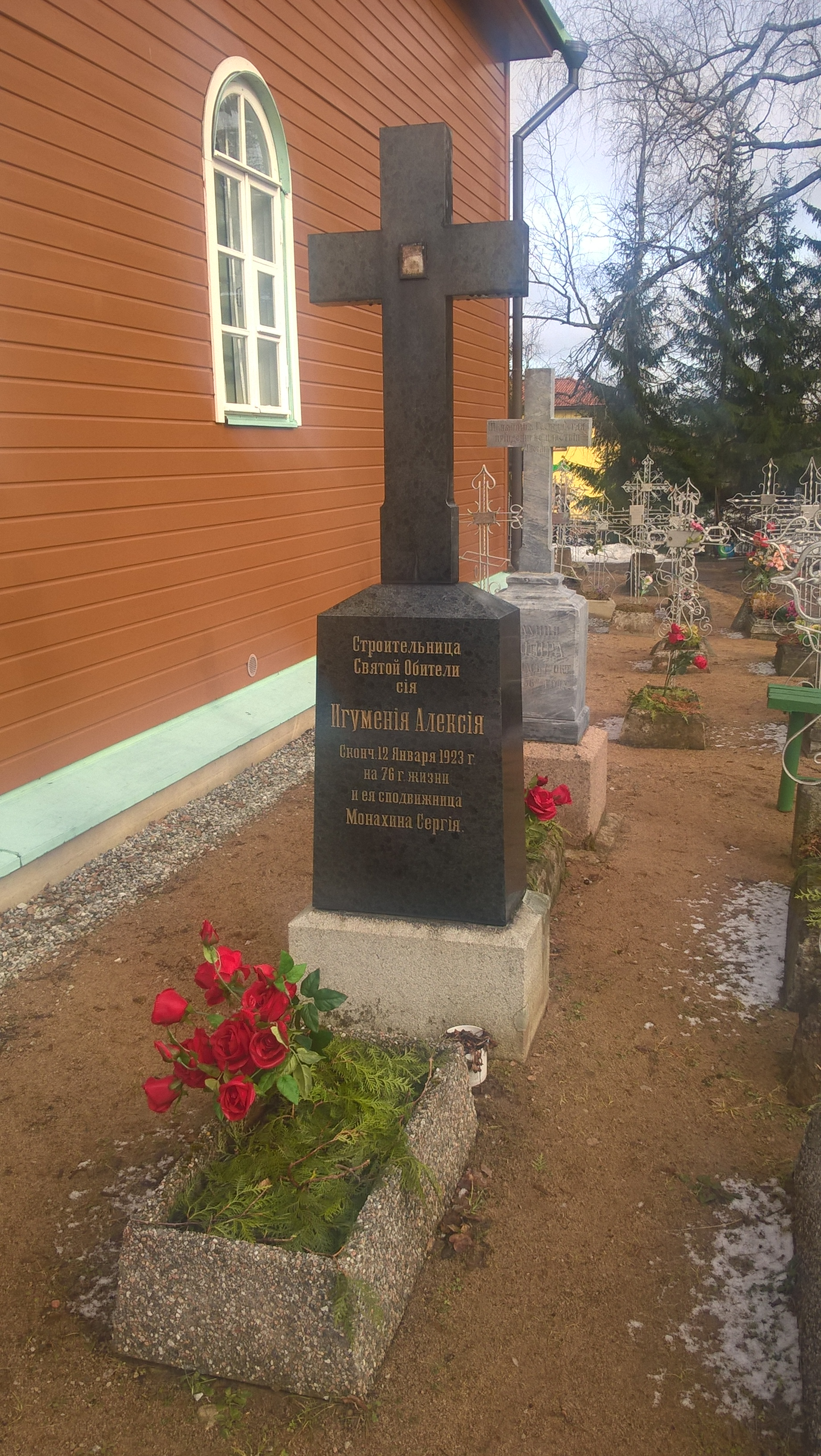
Grób ihumeni Aleksji

Ihumenia Aleksja zdecydowała się na powrót do Monasteru Piuchtickiego w 1923, gdy jego przełożoną była już ihumenia Joanna (Korownikowa). W drodze mniszka zapadła jednak na zapalenie płuc i pięć dni po swoim przyjeździe zmarła. Została pochowana na cmentarzu mniszek na terenie klasztoru.